# Vladimir Gusinsky

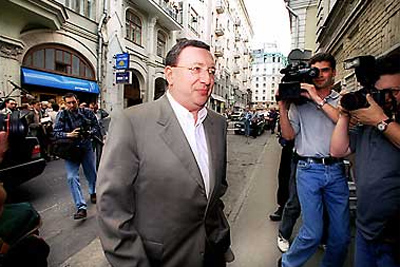
Ông trùm truyền thông Vladimir Gusinsky

Vladimir Aleksandrovich Gusinsky (tiếng Nga: Владимир Александрович Гусинский, sinh ngày 06 tháng 10 năm 1952) là một ông trùm truyền thông Nga. Ông thành lập công ty cổ phần Media-Most bao gồm kênh phát sóng tự do NTV (Nga) và tờ báo Segodnya, đài phát thanh Tiếng vọng Moskva và một số tạp chí khác. Gusinsky sinh ra trong một gia đình Do Thái ở Moscow. Năm 1969, Gusinsky đăng ký vào Học viện Dầu khí Gubkin, tuy nhiên, ông đã không tốt nghiệp. Ông là đối thủ chính trị quan trọng của V.Putin trong cuộc chiến củng cố quyền lực. Công ty cổ phần truyền thông Đại kiều do ông trùm Gusinski đứng đầu đã kiểm soát phần lớn cổ phần trong các đài truyền hình và báo chí quan trọng ở Nga. Cụm từ "Ông trùm tài phiệt" có thêm trong từ điển thường dùng ở Nga chính là xuất hiện cùng với sự phất lên của những con người như Gusinski. Sau khi hai ông chủ truyền thông Gusinski và Boris Berezovsky cùng nhau giúp đỡ Yeltsin trúng cử tổng thống liên tiếp hai nhiệm kỳ và họ đã trở thành hạt nhân của chính quyền. Cuối năm 1997 đến đầu năm 1998, các ông trùm tài chính bắt đầu cuộc đại chiến truyền thông xung quanh việc mua cổ phần công ty thông tin. Gusinski nhờ sự trợ giúp của tư bản phương Tây đã lập ra công ty thông tin, truyền hình hiện đại, cự tuyệt mọi điều đình của chính phủ và bắt đầu cuộc chiến đầy cam go với các ông trùm khác. 

## Sự nghiệp
Gusinski là con cháu của người Do thái, có đầu óc linh hoạt, Gusinski được ví với từ "Tiếng sấm lừng lẫy". Trước 30 tuổi, ông là một đạo diễn có tiếng. Năm 1986, khi Gorbachov lên nắm quyền, lúc đó ông ta mới 34 tuổi nhưng những biến động của xã hội đã đem lại nhiều cơ hội buôn bán, Gusinski nhanh chóng gây dựng nên sự nghiệp. Đầu tiên, ông làm cai thầu xây dựng, sửa chữa các công trình kiến trúc, sau đó làm tư vấn pháp luật về tiền tệ và phân tích chính trị. Năm 1989, Ngân hàng Nga từng bước thương mại hóa, ông chọn đúng thời cơ, lập nên ngân hàng thương mại Bridge số một ở Moscow. Trong quá trình tư nhân hóa các doanh nghiệp nhà nước (quá trình tư hữu hóa ở Nga), thực lực của các ngân hàng không ngừng được mở rộng. Tài sản cá nhân của Gusinski lúc này lên tới 400 triệu đô la. Năm 1993, Gusinski bước vào ngành truyền thông và là người tiên phong trong cuộc cạnh tranh trong ngành này. Ông tự bỏ vốn lập ra một kênh mới trên đài truyền hình độc lập ở Nga, sau này đã bán 77% cổ phần. Ông ta cũng nắm giữ các báo lớn có ảnh hưởng ở Nga như "Báo ngày nay", "Báo thứ bảy", ngoài ra còn mua tiếp "Đài tiếng nói Moscow", hợp tác với tạp chí Tin tức của Mỹ cho ra đời "Tuần báo Tổng kết". Ông ta còn đặt ra mục tiêu phấn đấu là thành lập "Tập đoàn truyền thông Murdoch và Time Warner". Chỉ vài tuần sau khi Putin lên nắm quyền, ông đã tiến hành "khai đao" ông trùm tài phiệt Vladimir Gusinski - một trong bảy tập đoàn truyền thông lớn ở Nga và sau đó, Gusinsky đã bị bắt với nhiều cáo trạng.